# Real voice
「Real voice」為日本歌手・絢香於2006年7月19日發行之3rd單曲。

## 解說
- 與前前作「I believe」皆搭載為連續劇的主題歌。前作以前的名稱表示為「絢香 ayaka」，今作之後改為「絢香」。

## 曲目
1. Real voice
作詞:絢香/作曲:西尾芳彥
2. Peace loving people
作詞:絢香/作曲:西尾芳彥・絢香
絢香開始進行音樂活動之際，電視上常報導戰爭事件，以此所誕生的曲子。「CLAP&LOVE/Why」的第3曲收錄個人首次Hall巡迴「Peace loving...」於2007年7月10日東京國際論壇大樓」的追加公演之音源。2007年「紅白歌合戰」中演唱「Peace loving people 〜Special・Piano・Version〜」一曲。
3. Real voice（Inst.）

## 收錄專輯
- First Message（#1）
- ayaka's History 2006-2009（#1（Disc1）、#2（Disc2））

## 搭載項目
- 電視連續劇『戀愛維他命』（富士電視台） 主題歌